# 新潟県道253号浦川原犀潟停車場線

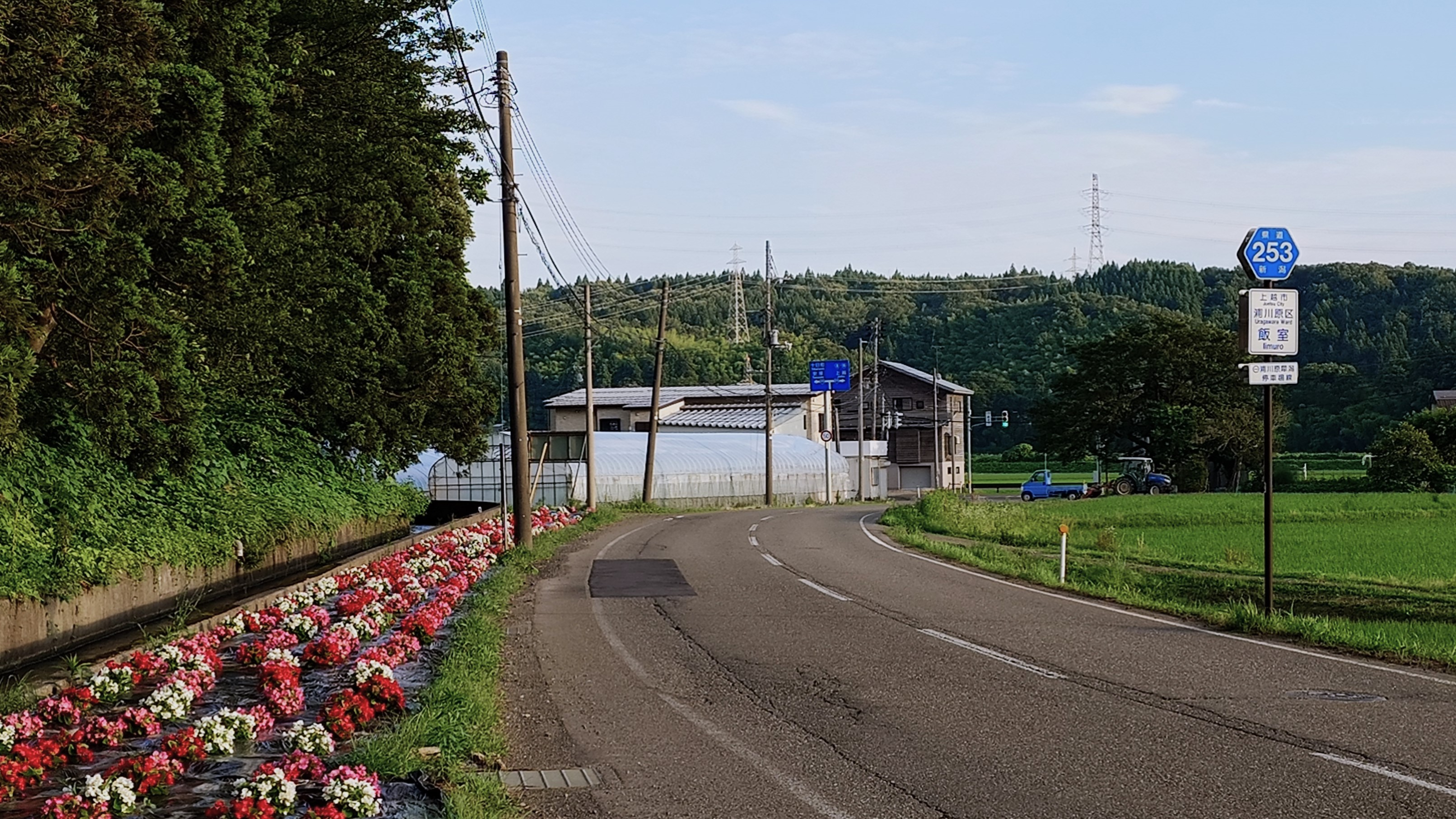
起点付近

新潟県道253号浦川原犀潟停留所線（にいがたけんどう253ごう うらがわらさいがたていしゃじょうせん）は、新潟県上越市にある一般県道。

## 概要
- 陸上距離：9985.3m
- 起点：新潟県上越市浦川原区飯室字上ダイ１９３５－２（国道253号交点）
- 終点：新潟県上越市大潟区犀潟字五番割６０１－３（国道8号交点）

山間部の浦川原区から、海岸に近い大潟区を結ぶ県道。起点の浦川原より保倉川に並行して大池いこいの森とくびき野レールパークの近傍を通り、頸城区榎井地内にて北陸道をアンダーパスして犀潟駅付近にて終点となる。沿線には田園が続き、概ね全線で片側1車線の区間が続く。

## 歴史
- - 1958年(昭和33年)3月28日 - 県道71号浦川原犀潟停車場線線として認定[2]。

## 通過する自治体
- 新潟県
  - 上越市

## 主な接続路線
- 国道253号（浦川原区飯室新田地内）
- 新潟県道30号新井柿崎線（頸城区森本地内）
- 新潟県道77号上越頸城大潟線（頸城区・百間町交差点）
- 国道8号（大潟区犀潟地内）